# Noborizato Kyohei
Noborizato Kyohei (登里 享平 Noborizato Kyōhei, sinh ngày 13 tháng 11 năm 1990 ở Higashiōsaka, Osaka) là một cầu thủ bóng đá người Nhật Bản thi đấu cho Kawasaki Frontale.

## Thống kê sự nghiệp

### Câu lạc bộ
Cập nhật đến ngày 23 tháng 2 năm 2018.
| Câu lạc bộ        | Mùa giải | Giải vô địch | Giải vô địch | Cúp1    | Cúp1      | Cúp Liên đoàn2 | Cúp Liên đoàn2 | Châu lục3 | Châu lục3 | Tổng    | Tổng      |
| Câu lạc bộ        | Mùa giải | Số trận      | Bàn thắng    | Số trận | Bàn thắng | Số trận        | Bàn thắng      | Số trận   | Bàn thắng | Số trận | Bàn thắng |
| ----------------- | -------- | ------------ | ------------ | ------- | --------- | -------------- | -------------- | --------- | --------- | ------- | --------- |
| Kawasaki Frontale | 2009     | 2            | 1            | 2       | 0         | 1              | 0              | 0         | 0         | 5       | 1         |
| Kawasaki Frontale | 2010     | 9            | 0            | 1       | 0         | 0              | 0              | 6         | 0         | 16      | 0         |
| Kawasaki Frontale | 2011     | 19           | 2            | 2       | 0         | 3              | 1              | -         | -         | 24      | 3         |
| Kawasaki Frontale | 2012     | 16           | 2            | 3       | 0         | 4              | 0              | -         | -         | 23      | 2         |
| Kawasaki Frontale | 2013     | 29           | 0            | 3       | 0         | 7              | 0              | -         | -         | 39      | 0         |
| Kawasaki Frontale | 2014     | 19           | 1            | 0       | 0         | 3              | 0              | 3         | 0         | 25      | 1         |
| Kawasaki Frontale | 2015     | 1            | 0            | 0       | 0         | 0              | 0              | -         | -         | 1       | 0         |
| Kawasaki Frontale | 2016     | 14           | 0            | 4       | 0         | 2              | 0              | -         | -         | 20      | 0         |
| Kawasaki Frontale | 2017     | 23           | 1            | 2       | 0         | 2              | 0              | 4         | 0         | 31      | 1         |
| Tổng              | Tổng     | 132          | 7            | 17      | 0         | 22             | 1              | 13        | 0         | 184     | 8         |

1Bao gồm Cúp Hoàng đế Nhật Bản.
2Bao gồm J. League Cup.
3Bao gồm Giải vô địch bóng đá các câu lạc bộ châu Á.

## Danh hiệu

### Nhật Bản
- Đại hội Thể thao châu Á (1): 2010